# Filosofía griega

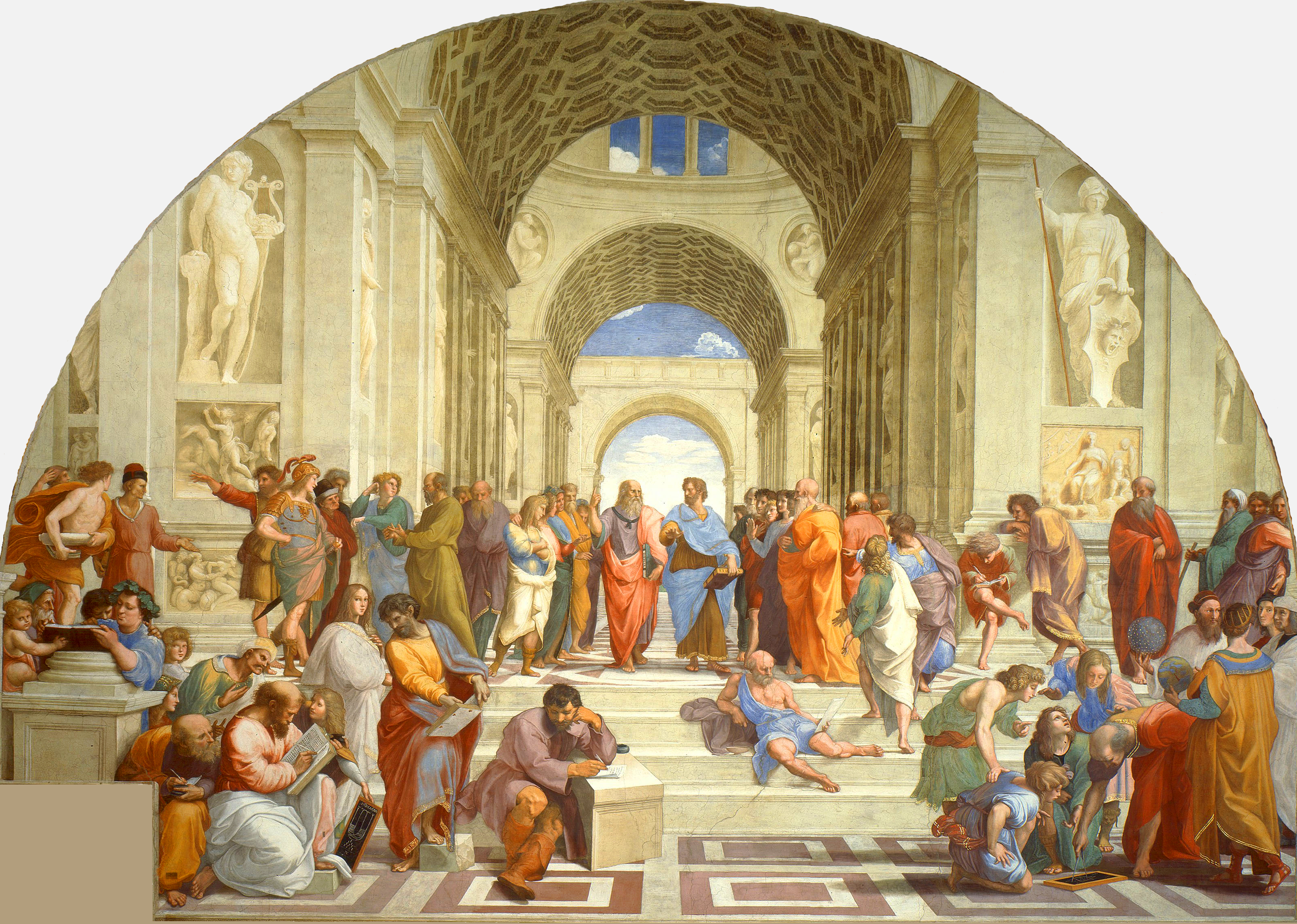
La escuela de Atenas, de Rafael, representa a los filósofos, matemáticos y científicos más importantes de la Antigua Grecia.

La filosofía griega es un periodo de la historia de la filosofía comprendido, aproximadamente, entre el surgimiento de la filosofía occidental en la zona de Jonia a principios del siglo VI a. C. hasta la invasión de Macedonia por los romanos en 149 a. C. En ocasiones también se denomina filosofía clásica o filosofía antigua, si bien ese período puede incluir también la filosofía romana.
La filosofía griega se puede dividir en tres subperíodos: el de la filosofía presocrática, que va de Tales de Mileto hasta Sócrates y los sofistas, la filosofía griega clásica (Platón y Aristóteles), y el período post-aristotélico o helenístico. A veces se distingue un cuarto período que comprende a la filosofía cristiana y neoplatónica.
La filosofía presocrática se caracterizó por una variedad de propuestas distintas sobre cómo entender el mundo y el lugar del hombre en él. A causa de los avances culturales y el intenso contacto con las culturas vecinas, las ciudades del mundo griego comenzaron a criticar a la tradicional concepción mitológica del mundo, y buscaron una concepción alternativa, natural y unificada. El pensamiento de estos primeros physiólogoi solo nos llega a través de escritos fragmentarios y reportes de otros pensadores posteriores.
Con la aparición de los sofistas a mitad del siglo IV a. C., el hombre pasó a ser el centro de las reflexiones filosóficas. Los sofistas se ocuparon en particular de problemas éticos y políticos, como la cuestión de si las normas y los valores son dados naturalmente o son establecidos por los hombres. Al mismo tiempo, el ateniense Sócrates desarrolló y aplicó la mayéutica, un método por el cual conversaba con otras personas y las llevaba por medio de una serie de preguntas a revelar las contradicciones inherentes a sus posturas. Sus manifestaciones de independencia intelectual y su conducta no acomodada a las circunstancias, le valieron una sentencia de muerte por impiedad a los dioses y corrupción de la juventud.
Debido a que Sócrates no dejó nada por escrito, su imagen fue determinada por su discípulo Platón. Sus obras en forma de diálogos constituyeron un punto central de la filosofía occidental. A partir de la pregunta socrática de la forma «¿Qué es X?» (¿Qué es la virtud? ¿Qué es la justicia? ¿Qué es el bien?), Platón creó los rudimentos de una doctrina de la definición. También fue autor de la teoría de las formas, que sirvió de base a la representación de una realidad con dos partes: el plano de los objetos perceptibles con nuestros sentidos frente al plano de las Formas solo accesibles al intelecto mediante abstracción. Solo el conocimiento de estas Formas nos brinda una comprensión más profunda de la totalidad de la realidad.
Aristóteles, discípulo de Platón, rechazó la teoría de las Formas como una innecesaria «duplicación del mundo». La distinción entre forma y materia es uno de los rasgos principales de la metafísica de Aristóteles. Su escuela comenzó a clasificar toda la realidad —tanto la naturaleza como la sociedad— en los diversos campos del conocimiento, a analizarlos y ordenarlos científicamente. Además, Aristóteles creó la lógica clásica del silogismo y la filosofía de la ciencia. Con esto, estableció algunos de los supuestos filosóficos fundamentales que fueron decisivos hasta la modernidad.
En la transición del siglo V a. C. al siglo III a. C., tras la muerte de Aristóteles y la decadencia de las polis, las guerras entre los reyes helénicos por suceder a Alejandro Magno volvieron la vida problemática e insegura. Surgieron entonces en Atenas dos escuelas filosóficas que, en una clara oposición a la Academia platónica y al Liceo aristotélico, pusieron la salvación individual en el centro de sus preocupaciones. Para Epicuro y sus seguidores, por un lado, así como para los estoicos alrededor de Zenón de Citio, por otro lado, la filosofía servía principalmente para alcanzar con medios éticos el bienestar psicológico o la paz. Mientras tanto, los seguidores del escepticismo pirrónico negaron la posibilidad de juicios seguros y de conocimientos indudables.

## Contexto histórico
La sociedad griega presentaba características peculiares. Una estructura política basada en la polis, una religión politeísta carente de jerarquía y ortodoxia, una clase social emprendedora, dedicada al comercio y al ocio y con amplios contactos con otras culturas del Mediterráneo, así como una desarrollada curiosidad. La unión de estos elementos, junto a un supuesto genio griego propició la aparición de nuevas explicaciones sobre la naturaleza y el ser humano, hasta entonces solamente aclaradas por los mitos y las tradiciones.
La expansión de la cultura griega durante el helenismo, su absorción por el Imperio romano, la posterior relación con el cristianismo y su definitiva recuperación en el siglo XIII gracias a traductores como Averroes, así como el interés que durante el Renacimiento se profesó a este conjunto de pensadores, contribuyeron a que la filosofía griega se continuara estudiando, y a que se convirtiera en uno de los pilares de la cultura occidental.
El mundo griego anterior a la aparición de la filosofía vivía instalado en la actitud mítica. A través de los mitos el hombre conseguía dar una explicación de los fenómenos naturales y de las instituciones sociales. El gran acontecimiento espiritual que inician los griegos entre los siglos VII y VI a. C. consistió en intentar superar esta manera de pensar el mundo con otra manera revolucionaria que apuesta por la razón como el instrumento de conocimiento y de dominio de la realidad. Cabe señalar que no debe entenderse este paso como algo brusco sino paulatino. Las influencias míticas son todavía apreciables en muchos pensadores de la antigüedad. En realidad, fueron unas pocas personas las que participaron del nuevo y revolucionario modo de pensar (aquellos que habrían de llamarse filósofos), aunque poco a poco este se fue haciendo más universal. Incluso en nuestra época, la actitud mítica no ha desaparecido todavía. Este gran paso de la mitología a la explicación racionalista se le conoce como «paso del mito al logos».
Con esta nueva forma de pensar, los griegos proponen que las cosas del mundo están ordenadas siguiendo leyes. El mundo es un cosmos, no un caos, por lo que la naturaleza no se comporta primero de una manera y luego de otra completamente distinta, sino que en su comportamiento hay cierto orden que sigue leyes, las cuales pueden ser descubiertas por la razón. Con los griegos aparecen por primera vez muchas de las cuestiones filosóficas fundamentales y varias de las posibles soluciones ya se encuentran articuladas en la filosofía griega.

## Períodos

### Filosofía presocrática

Jonia, el origen de la filosofía griega temprana, en el Asia Menor occidental.

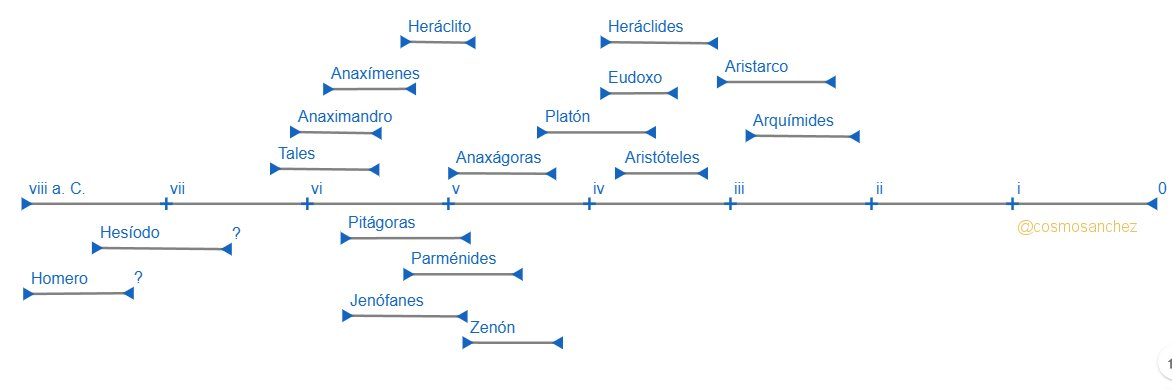
Esta línea de tiempo presenta una secuencia cronológica de los principales pensadores griegos.

La filosofía griega se originó en las ciudades griegas del Asia Menor (Jonia), a partir de las primeras reflexiones de los presocráticos, centradas en la naturaleza, teniendo como base el pensamiento racional o logos. El objetivo de los filósofos presocráticos era encontrar el arché, o elemento primero de todas las cosas, origen, sustrato y causa de la realidad o cosmos. La búsqueda de una sustancia permanente frente al cambio, de la esencia frente a la apariencia, de lo universal frente a lo particular será lo que sentaría las bases de las posteriores explicaciones filosóficas.
Los primeros filósofos de este período fueron monistas, en tanto buscaban un único principio o fundamento material de la realidad. Para Tales de Mileto, el primer filósofo según Aristóteles, el agua era esta "materia primordial", basado en el descubrimiento de fósiles de animales marinos tierra adentro y en que el agua es fundamental para la nutrición y el crecimiento de cualquier ser vivo. Anaximandro, por su parte, consideró que era lo ilimitado o indeterminado (ápeiron), a partir de lo cual se van produciendo los opuestos de la naturaleza (en primer lugar lo frío y lo caliente), mientras que para Anaxímenes la materia primordial era el aire, un principio neutral como el ápeiron pero sin carecer de propiedades.
Por otra parte, Pitágoras sostuvo la tesis de que "todas las cosas son números", lo que significa que la esencia y estructura de todas las cosas puede ser determinada encontrando las relaciones numéricas que expresan. Pitágoras se inscribió además en la tradición sófica y sostuvo la novedosa idea de la inmortalidad del alma y de la posibilidad de la transmigración del alma humana después de su muerte a otras formas animales.
Dos grandes presocráticos, iniciadores de la tradición metafísica occidental, fueron Heráclito y Parménides. Heráclito dio cuenta del devenir sensible del universo y postuló la razón (Logos) como principio regulador de este devenir, por cuanto unifica los opuestos. La realidad está en perpetuo cambio, cada opuesto tiende hacia su contrario, en un proceso con orden y medida, según el Logos. Al modo de sus predecesores, concibió al fuego "siempre vivo" como principio o fundamento del universo, aunque entendiéndolo como una imagen del perpetuo devenir, más que como elemento material constitutivo de todas las cosas.
Por el contrario, para Parménides la realidad es una e inmutable. Existe el Ser, mientras que no existe el no-Ser. Establecido esto, el cambio o devenir resulta imposible si no existe el no-Ser (cuya imposibilidad es lógica). Sus argumentos a favor de esta tesis fueron retomados por Platón para justificar su división de la realidad en dos ámbitos: el ámbito ilusorio del cambio y el ámbito real de la permanencia. También Aristóteles rescatará de sus argumentos los tres principios fundamentales de la lógica, el arte de los razonamientos. Parménides entendía la razón como la facultad humana de pensar o razonar, medio para descubrir las propiedades esenciales del Ser (que es uno, inmutable, indivisible, increado, imperecedero, homogéneo), a diferencia de Heráclito que la concebía como orden del universo. Si este último se valía de los sentidos para afirmar cómo es la realidad, para Parménides confiar en ellos nos conduce por la vía del engaño y del error, la vía de la opinión (doxa). Lo que verdaderamente es (el Ser) y cómo es, solo nos puede ser revelado por medio de la razón.
Posteriormente, algunos filósofos comenzaron a buscar más de un fundamento de la realidad. Entre estos filósofos pluralistas se destacó Empédocles. Este fundó la doctrina de los cuatro elementos, que perdurará en la filosofía de la naturaleza hasta el siglo XVIII: agua, fuego, tierra y aire, a partir de los cuales los principios movientes "amor" y "odio" componen todas las cosas. El pluralista Anaxágoras, por su parte, sostuvo que todo está compuesto de diminutas partes (homeomerías), ordenadas por una inteligencia (Nôus).
Los atomistas constituyeron la escuela pluralista más importante, con gran influencia en la física post-aristotélica. Sus fundadores, Leucipo y Demócrito, concibieron la realidad compuesta de dos tipos de espacios: uno vacío y una lleno (la materia). Este último está compuesto de átomos, que, como su nombre lo indica, son partículas indivisibles. Todas las cosas visibles están compuestas de átomos unidos entre sí debido a sus distintas formas (esferas o garfios). Pero estas uniones no se producen sino al chocar según movimientos azarosos en el espacio vacío.
En resumen:
- Los pensadores milesios, que intentaron explicar la naturaleza reduciéndola a un único principio originario y una materia primordial.[9] Tales propuso que la materia fundamental de la cual todo se origina y todo está compuesto es el agua; Anaximandro asignó ese rol a lo indeterminado (tó ápeiron), lo ápeiron, y Anaxímenes al aire.
- Pitágoras y la escuela pitagórica, para quienes los números eran el principio determinante y estructura de toda la realidad, adelantándose de esta manera a un importante principio de la ciencia moderna, aunque conservando un pensamiento arcaico, al considerar los números como unidades discretas y no como entidades meramente abstractas.[10]
- Heráclito, quien propone una visión dialéctica de la realidad. Postuló como estructura de la realidad la razón (el logos), un principio unificador de los opuestos, de cuya tensión y oposición se constituye la identidad de cada cosa.[9]
- Parménides, quien postuló una ontología de la permanencia y no del cambio. Parménides señaló la unidad y la inmutabilidad del ser, dado que el cambio resulta imposible si no existe el no-ser (cuya imposibilidad es lógica).[10][9][11]
- Una serie de filósofos que intentaron aunar las premisas eleáticas con la observación sensible de la realidad, interpretando conceptos como generación o corrupción a través de otros como unión o separación de determinados componentes originarios. Así Empédocles de Acragas funda la doctrina de los cuatro elementos o raíces -agua, tierra, aire y fuego- de cuya mezcla y separación se forma toda la realidad conocida, en un ciclo cósmico continuo dominado por dos fuerzas, el amor y el odio. Por otro lado Anaxágoras de Clazomenas, postulará que es imposible que surja algo de donde no lo hay, sosteniendo que todo está en todo desde el principio, en una sustancia infinita y de divisibilidad infinita, cuya interacción y mezcla, que comienza con el impulso de un Intelecto, llamado nous, da lugar a todo lo que conocemos. Finalmente el pensamiento presocrático llega a su máxima expresión con el atomismo de Leucipo y Demócrito. El atomismo expresa que todo está compuesto de unas partículas indivisibles e infinitamente pequeñas llamadas átomos de cuya agrupación, a partir de átomos de diferentes formas y tamaños surge toda la realidad conocida, sin intervención de ninguna fuerza exterior y de manera mecánica.

### Filosofía griega clásica
La escuela sofista primero, y Sócrates después, centraron sus reflexiones en la ética y la política, así como en la naturaleza del lenguaje, las normas, las leyes y la sociedad. Su interés se separa de la cosmología para centrarse en los asuntos humanos.
La aparición de grandes pensadores sistemáticos (como Platón y Aristóteles) supondrá la consagración de las primeras grandes concepciones filosóficas, que incluirán una pluralidad de temas, desde la cosmología hasta la política, pasando por la antropología o la ética. Sin embargo, entre todos estos temas destaca el tratamiento sistemático de la ontología (teoría del Ser o del ente en cuanto ente) así como los primeros textos que reflexionan sobre el método que ha de seguirse en filosofía, a fin de ponerse en condiciones de producir un conocimiento auténtico, específicamente un conocimiento legítimo de los principios o fundamentos --Cfr. p. ej., La República VI y VII, así como el libro Gamma (Γ) o IV, cap. 4, de la Metafísica
Existe una discusión considerable acerca de por qué la cultura ateniense promovió la filosofía, pero una teoría popular indica que ocurrió porque Atenas poseía una democracia directa. Es bien conocido, gracias a los escritos de Platón, que muchos sofistas mantenían escuelas de debate, que eran miembros respetados de la sociedad y que eran bien pagados por sus estudiantes. También es bien conocido que los oradores tenían una tremenda influencia sobre la historia ateniense, hasta posiblemente causando su falla (véase Batalla de Mileto).
Otra teoría sobre la popularidad del debate filosófico en Atenas se debía al uso de la esclavitud en el lugar - la fuerza de trabajo, en su mayoría esclavos, realizaban la labor que, de otra manera, la población masculina de la ciudad realizaría. Libres de trabajar en los campos o en actividades productivas, organizaban asambleas en Atenas, y pasaban largas horas discutiendo preguntas populares filosóficas. La teoría llena los espacios en blanco afirmando que los estudiantes de los sofistas querían adquirir habilidades oratorias para poder influir sobre la asamblea ateniense, y por tanto ser ricos y respetados. Como los debates ganados conducían a la riqueza, los sujetos y métodos de debate fueron extremadamente desarrollados.

### Filosofía helenística
La filosofía helenística es el período de la filosofía griega que va desde la muerte de Alejandro Magno (323 a. C.) hasta la invasión de Macedonia por los romanos (148 a. C.). Las ciudades griegas pierden su independencia y Atenas su hegemonía comercial, política y en menor medida la cultural. A las ciudades-Estado suceden las monarquías helenísticas. Hay una situación continua de inestabilidad política. Se acentúan las diferencias entre clases sociales.
En la transición del siglo IV al III a. C. tras la muerte de Aristóteles y la decadencia de las ciudades estado griegas, las guerras entre los reyes helénicos por suceder a Alejandro Magno volvieron la vida problemática e insegura. Surgieron entonces en Atenas dos escuelas filosóficas que, en una clara oposición a la Academia platónica y al Liceo aristotélico, pusieron la salvación individual en el centro de sus preocupaciones: para Epicuro y sus seguidores, por un lado, así como para los estoicos alrededor de Zenón de Citio, por otro lado, la filosofía servía principalmente para alcanzar con medios éticos el bienestar psicológico o la paz.
Mientras que los seguidores del escepticismo pirrónico, en principio, negaron la posibilidad de juicios seguros y de conocimientos indudables, Plotino, en el siglo III d. C., transformó la teoría de las Ideas de Platón para dar lugar a un neoplatonismo. Su concepción de la gradación del Ser (del “Uno” a la materia) ofreció al cristianismo una variedad de enlaces y fue la filosofía dominante de finales de la Antigüedad.